# Principe de non-intervention
Le principe de non-intervention est la convention selon laquelle aucun État n'a le droit de s'immiscer dans la délibération et le règlement des affaires relevant de la juridiction d'un ou de plusieurs autres États. En effet, la Charte des Nations unies interdit aux États membres de s'ingérer dans des affaires qui relèvent essentiellement de la compétence nationale d'un pays. Un État ne peut apparaître souverain si d'autre États interviennent dans ses affaires intérieures. Le principe de non-intervention est le résultat d'autres principes appliqués par les pays membres de l'Organisation des Nations unies (ONU) comme l'autodétermination, l'égalité souveraine des États et l'interdiction du recours à la menace ou à l'emploi de la force. L'usage par un État de la menace ou de l'emploi de la force est interdit même lorsqu'il est fait à la demande du gouvernement d'un autre État dans une production insurrectionnelle. Le droit de tout État de choisir son système social, économique et culturel a été réaffirmé par l'assemblée générale sur la notion de non-intervention en 1965 et sur le droit international affectant les relations amicales entre États qui s'oppose à toute intervention de cette nature en 1970.
Cependant, afin d'assurer le respect de certaines normes fondamentales ainsi que le droit des peuples à disposer d'eux-mêmes, l'ONU estime qu'elle a la possibilité d'intervenir et que les États ont comme devoir de promouvoir ces droits et ces normes. Le Conseil de sécurité des Nations unies peut déclencher une action lorsqu'il perçoit une menace contre la paix, une rupture de la paix ou un acte d'agression. Dans ce cas, la décision du Conseil de sécurité est une exception au principe de non-intervention et l'ingérence humanitaire et/ou l'action militaire sont tout à fait licites.